# یواس‌اس کلمپ (ای‌آراس-۳۳)
یواس‌اس کلمپ (ای‌آراس-۳۳) (به انگلیسی: USS Clamp (ARS-33)) یک کشتی بود که طول آن ۲۱۳ فوت ۶ اینچ (۶۵٫۰۷ متر) بود. این کشتی در سال ۱۹۴۲ ساخته شد.